# Departamento Los Andes
Das Departamento Los Andes liegt im Westen der Provinz Salta im Nordwesten Argentiniens und ist eine von 23 Verwaltungseinheiten der Provinz. Es ist das größte und am dünnsten besiedelte Departamento der Provinz Salta. 
Es grenzt im Norden an die Provinz Jujuy, im Osten an die Departamentos La Poma, Cachi und Molinos, im Süden an die Provinz Catamarca und im Westen an Chile. 
Die Hauptstadt des Departamento ist San Antonio de los Cobres.
Das Departamento gehörte von 1902 bis 1944 zum Territorio Nacional de los Andes, dessen Hauptstadt San Antonio war. Wegen der geringen Einwohnerzahl und wirtschaftlichen Stagnation des Territoriums wurde es jedoch in die Provinz Salta integriert, die anderen Departamentos in die Provinzen Jujuy und Catamarca.

## Städte und Gemeinden
Das Departamento Los Andes ist in folgende Gemeinden (Municipios) aufgeteilt:
- San Antonio de los Cobres
- Tolar Grande (Delegación Municipal)
- Caipe
- Chuculaqui
- Laguna Seca
- Mina La Casualidad
- Mina Tincalado
- Olacapato
- Quebrada del Agua
- Salar de Pocitos
- Santa Rosa de los Pastos Grandes
- Socompa
- Taca Taca
- Unquillar
- Vega de Arizaro